# 亞當·加西亞
亞當·加西亞（Adam Garcia，1973年6月1日—）是澳大利亞的一位演員、舞者和歌手，出生在澳大利亞悉尼Wahroonga。加西亞自1997年開始出演電影。他在2015年3月26日結婚。

## 外部連結
- 亞當·加西亞在互联网电影资料库（IMDb）上的資料（英文）